# 4-й
4-й (рос. 4-й) — селище у складі Чебулинського округу Кемеровської області, Росія.
Старі назви — Посьолок № 4, Дальній.

## Населення
Населення — 32 особи (2010; 51 у 2002).
Національний склад (станом на 2002 рік):
- росіяни — 76 %